# 馬拉茨基區

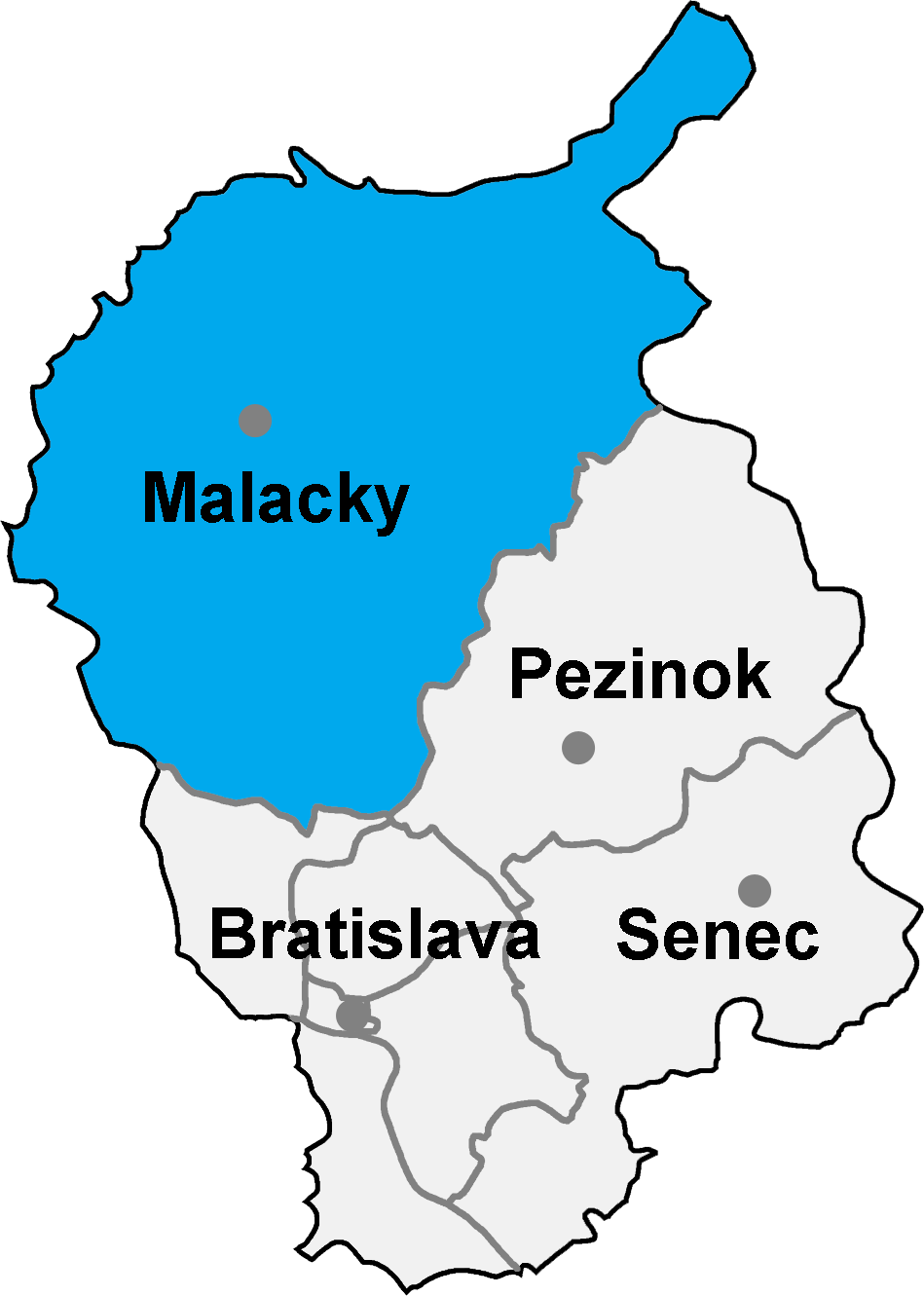

馬拉茨基區是斯洛伐克西部布拉迪斯拉發州的一個區。馬拉茨基區成立於1996年，區行政中心位於區內最大城市馬拉茨基。馬拉茨基區面積949.56平方公里。2001年，馬拉茨基區有人口64354人。